# Thaissa Presti
Thaissa Barbosa Presti, brazilska atletinja, * 7. november 1985, São Paulo, Brazilija.
Nastopila je na olimpijskih igrah leta 2008 ter osvojila bronasto medaljo v štafeti 4×100 m.
Njen oče je nekdanji nogometaš Zé Sérgio.